# Neja Filipič
Neja Filipič (* 22. April 1995 in Ljubljana) ist eine slowenische Leichtathletin, die im Weit- und Dreisprung an den Start geht.

## Sportliche Laufbahn
Erste internationale Erfahrungen sammelte Neja Filipič 2016 bei den U23-Mittelmeerspielen in Tunis, bei denen sie mit einer Weite von 6,20 m die Silbermedaille gewann. Zudem qualifizierte sie sich für die Europameisterschaften in Amsterdam, bei denen sie mit 6,24 m in der Vorrunde ausschied. Im Jahr darauf gelangte sie bei den U23-Europameisterschaften in Bydgoszcz mit 6,42 m auf den sechsten Platz. 2018 nahm sie erneut an den Europameisterschaften in Berlin teil, brachte aber in der Qualifikation keinen gültigen Versuch zustande. 2019 belegte sie bei den Europaspielen in Minsk mit 5,99 m Rang 21 und gewann anschließend bei der Sommer-Universiade in Neapel mit 13,73 m die Silbermedaille im Dreisprung hinter der Portugiesin  Evelise Veiga, nachdem sie ursprüngliche Siegerin Olha Korsun aus der Ukraine wegen eines Dopingverstoßes disqualifiziert wurde. Zudem schied sie im Weitsprung mit 6,11 m in der Qualifikation aus. 2021 gewann sie bei den Balkan-Hallenmeisterschaften in Istanbul mit einem Satz auf 13,86 m die Silbermedaille im Dreisprung und belegte anschließend bei den Halleneuropameisterschaften in Toruń mit 14,02 m den achten Platz. Ende Juni siegte sie bei den Balkan-Meisterschaften in Smederevo mit 14,25 m im Dreisprung und im Jahr darauf gewann sie bei den Balkan-Hallenmeisterschaften in Istanbul mit 13,76 m die Silbermedaille hinter der Türkin Tuğba Danışmaz. Anschließend wurde sie bei den Hallenweltmeisterschaften in Belgrad mit 14,13 m Zehnte. Anfang Juni wurde sie beim Meeting International Mohammed VI d’Athlétisme de Rabat mit 14,42 m Dritte und anschließend siegte sie bei den Mittelmeerspielen in Oran mit 14,16 m im Dreisprung und belegte mit 6,45 m den vierten Platz im Weitsprung. Daraufhin startete sie im Dreisprung bei den Weltmeisterschaften in Eugene und verpasste dort mit 14,05 m den Finaleinzug und auch bei den Europameisterschaften in München schied sie ohne einen gültigen Versuch in der Qualifikationsrunde aus.
2023 belegte sie bei den Halleneuropameisterschaften in Istanbul mit 13,92 m den fünften Platz im Dreisprung. Im Juni siegte sie mit 14,00 m bei den Kuortane Games und wurde dann bei der 2. Liga der Team-Europameisterschaft im Zuge der Europaspiele in Chorzów mit 13,35 m Siebte. Im Juli gewann sie bei den Balkan-Meisterschaften in Kraljevo mit 6,40 m die Bronzemedaille im Weitsprung hinter der Serbin Milica Gardašević und Filippa Kviten aus Zypern. Im August startete sie im Dreisprung bei den Weltmeisterschaften in Budapest und schied dort mit 13,64 m in der Qualifikationsrunde aus. Im Jahr darauf gelangte sie bei den Hallenweltmeisterschaften in Glasgow mit 13,63 m auf den elften Platz. Ende Mai belegte sie bei den Balkan-Meisterschaften in Izmir mit 14,10 m den vierten Platz und kurz darauf wurde sie bei den Europameisterschaften in Rom mit 14,12 m Siebte im Dreisprung, während sie im Weitsprung mit 6,53 m den Finaleinzug verpasste. Im August kam sie bei den Olympischen Sommerspielen in Paris im Dreisprung mit einer Weite von 13,85 m nicht über die Qualifikationsrunde hinaus. 2025 belegte sie bei den Halleneuropameisterschaften in Apeldoorn mit 13,39 m den achten Platz, ehe sie bei den Hallenweltmeisterschaften in Nanjing mit 13,92 min auf den sechsten Platz gelangte.
In den Jahren 2019 und 2022 wurde Filipič slowenische Meisterin im Weitsprung im Freien sowie 2020, 2021 und 2024 im Dreisprung. In der Halle siegte sie 2019 im Weitsprung sowie von 2020 bis 2022 und 2024 im Dreisprung.

## Persönliche Bestleistungen
- Weitsprung: 6,61 m (+1,4 m/s), 23. Mai 2023 in Ptuj
- Dreisprung: 14,42 m (−0,4 m/s), 5. Juni 2022 in Rabat